# 718e division d'infanterie
La  718e division d'infanterie (en allemand : 718. Infanterie-Division ou 718. ID) est une des divisions d'infanterie de l'armée allemande (Wehrmacht) durant la Seconde Guerre mondiale.

## Création
La 718. Infanterie-Division est formée le 30 avril 1941 dans l'ouest de l'Autriche avec du personnel venant de la Wehrkreis XVIII en tant qu'élément de la 15. Welle (15e vague de mobilisation).
Elle est transférée en mai 1941 en Yougoslavie où elle prend part à des opérations de sécurité et de luttes anti-partisanes.
Le 1er avril 1943, elle est réorganisée et renommée 118. Jäger-Division.

## Organisation

autre logo de la d'infanterie

### Commandants
| Date                          | Grade           | Commandant        |
| ----------------------------- | --------------- | ----------------- |
| 3 mai 1941 - 14 mars 1943     | Generalleutnant | Johann Fortner    |
| 14 mars 1943 - 1er avril 1943 | Generalleutnant | Josef Kübler (de) |

### Officiers d'opérations (Generalstabsoffiziere (Ia))
| Date                              | Grade               | Commandant      |
| --------------------------------- | ------------------- | --------------- |
| 30 avril 1941 - 1er octobre 1942  | ?                   | ?               |
| 1er octobre 1942 - 1er avril 1943 | Oberstleutnant i.G. | Herbert Geitner |

## Théâtres d'opérations
- Autriche : Mai 1941 - Mai 1941
- Serbie et Croatie : Mai 1941 - Avril 1943
  - Opérations anti-partisans en Croatie
  - Opération Süd-Kroatien I
  - Opération Süd-Kroatien II
  - Opération Prijedor (Infanterie-Regiment 738 et 750)
  - Opération Jajce I
  - Opération Jajce II
  - Opération Jajce III
  - Opération Foča
  - Opération Zenica – Zavidovići
  - Bataille de Kozara
  - Opération Kreševo (Infanterie-Regiment 738)
  - Opération S

## Ordres de bataille
- Infanterie-Regiment 738
- Infanterie-Regiment 750
- Artillerie-Abteilung 668
- Pionier-Kompanie 718
- Radfahr-Kompanie 718
- Nachrichten-Kompanie 718
- Versorgungseinheiten 718